# Boston Society of Film Critics Awards 1995
La 16ª edizione dei Boston Society of Film Critics Awards si è svolta il 17 dicembre 1995.

## Premi

### Miglior film
- Ragione e sentimento (Sense and Sensibility), regia di Ang Lee

### Miglior attore
- Nicolas Cage - Via da Las Vegas (Leaving Las Vegas)

### Migliore attrice
- Nicole Kidman - Da morire (To Die For)

### Miglior attore non protagonista
- Kevin Spacey - I soliti sospetti (The Usual Suspects)

### Migliore attrice non protagonista
- Joan Allen - Gli intrighi del potere - Nixon (Nixon)

### Miglior regista
- Ang Lee - Ragione e sentimento (Sense and Sensibility)

### Migliore sceneggiatura
- Emma Thompson - Ragione e sentimento (Sense and Sensibility)

### Miglior fotografia
- Alex Nepomniaschy - Safe

### Miglior documentario
- Crumb, regia di Terry Zwigoff

### Miglior film in lingua straniera
- Mina Tannenbaum, regia di Martine Dugowson  ·  Francia